# Hurleytrema pyriforme
Hurleytrema pyriforme är en plattmaskart. Hurleytrema pyriforme ingår i släktet Hurleytrema och familjen Monorchiidae. Inga underarter finns listade i Catalogue of Life.